# The Ivory Tower
The Ivory Tower is de tweede aflevering van het eerste seizoen van de televisieserie Boardwalk Empire. De episode werd geschreven door Terence Winter en geregisseerd door Tim Van Patten. The Ivory Tower werd in de Verenigde Staten voor het eerst uitgezonden op 26 september 2010.

## Verhaal
De overval op Arnold Rothsteins dranktransport kostte het leven aan 5 mannen, maar leverde Jimmy Darmody en Al Capone wel veel geld op. Jimmy koopt met dat geld dure geschenken voor zijn dierbaren. Zo krijgt zijn moeder Gillian een halsketting van 1000 dollar. Maar wanneer de ontevreden Nucky Thompson 3000 dollar extra wil, is Jimmy genoodzaakt om de halsketting terug te stelen en door te verkopen. Nucky vergokt vervolgens in het bijzijn van Jimmy het geld in een handeling in een casino.
In New York is Arnold Rothstein bezig met het zoeken van enkele schuldigen. Hij wil weten wie zijn drank gestolen heeft en wie de moord op Jim Colosimo geregeld heeft. Samen met zijn jonge collega Lucky Luciano zet hij Frankie Yale, die de moord op Colosimo pleegde, onder druk.
FBI-agent Nelson Van Alden brengt verslag uit bij zijn baas. Hij is er zeker van dat politicus Nucky Thompson een grotere crimineel is dan zijn collega's uit Chicago en New York. Tijdens zijn onderzoek brengt hij ook een bezoekje aan Margaret Schroeder. Zij is nog maar net uit het ziekenhuis na een miskraam. Ze weet niet goed wat ze moet denken van de plotse moord op haar man en het geld dat ze van Nucky kreeg. Margaret is in strijd met haar geweten en brengt een bezoekje aan Nucky. In haar bijzijn gedraagt hij zich niet als een koelbloedige gangster, maar wel als een eervol politicus. Margaret lijkt zijn schijnvertoning te geloven.
Wanneer George Baxter, een kennis van Nucky, een jong meisje terug naar huis brengt, besluiten de twee om aan de kant van de weg te stoppen. Tegen haar zin in besluit het meisje om Baxter seksueel te bevredigen, in ruil voor de leuke tijd die ze samen hadden. Maar dan wordt het tweetal op een ongelukkig moment verstoord door een gewonde man die de bloedige overval op het dranktransport lijkt te hebben overleefd.

## Cast
- Steve Buscemi - Enoch "Nucky" Thompson
- Michael Pitt - Jimmy Darmody
- Kelly Macdonald - Margaret Schroeder
- Michael Shannon - Nelson Van Alden
- Shea Whigham - Eli Thompson
- Stephen Graham - Al Capone
- Vincent Piazza - Lucky Luciano
- Michael Stuhlbarg - Arnold Rothstein
- Joseph Riccobene - Frankie Yale
- Greg Antonacci - Johnny Torrio
- Paz de la Huerta - Lucy
- Dabney Coleman - Commodore Kaestner
- Aleksa Palladino - Angela Darmody
- Joseph Sikora - Hans Schroeder
- Gretchen Mol - Gillian
- Allen Lewis Rickman - George Baxter
- Megan Ferguson - Claudia

## Titelverklaring
The Ivory Tower, de titel van de aflevering, verwijst naar het onafgewerkte boek van schrijver Henry James. Het boek werd pas in 1917, na de dood van James, voor de eerste keer gepubliceerd. Margaret Schroeder leest het boek wanneer ze in het ziekenhuis ligt. Het boek beschrijft thema's als geld, macht en corruptie, zaken die Margaret in de aflevering lijkt te linken aan de "weldoener" Nucky Thompson.
De titel van de aflevering kan ook verwijzen naar een veelgebruikte metafoor. Iemand die zich in een ivoren toren bevindt, begeeft zich hoog boven de rest op een onaantastbare locatie. Deze metafoor refereert aan Nucky Thompson, wiens ivoren toren in feite de volledige achtste verdieping van het Ritz-Carlon Hotel in Atlantic City is. Dat wordt in de aflevering ook opgemerkt door FBI-agent Van Alden.

## Culturele verwijzingen
- De aflevering begint met de druk bijgewoonde begrafenis van maffiabaas Jim Colosimo. In het echt vond deze begrafenis plaats op 15 mei 1922 in gelijkaardige omstandigheden. Volgens The New York Times woonden in Chicago zo'n 2000 personen de uitvaart bij.[1]
- Een man deelt pamfletten uit van de Ku Klux Klan (KKK), een geheime organisatie met een racistisch gedachtegoed. De KKK bestond al sinds 1865, maar kende een heropleving in 1915.
- Margaret leest het boek The Ivory Tower van schrijver Henry James. Het verhaal was nog niet klaar toen James in 1916 overleed. Het werd na zijn dood toch uitgebracht.
- Jimmy geeft Angela een stofzuiger als geschenk. De eerste elektrische stofzuigers doken aan het begin van de 20ste eeuw op.